# Forcipomyia galapagensis
Forcipomyia galapagensis är en tvåvingeart som först beskrevs av Daniel William Coquillett 1901.  Forcipomyia galapagensis ingår i släktet Forcipomyia och familjen svidknott. Inga underarter finns listade i Catalogue of Life.